# Brücken und Tunnel im New Yorker Hafen
In diesem Artikel geht es vorrangig um die Brücken und Tunnel im New Yorker Hafen-Gebiet als Querungen der Haupt-Gewässer in und um New York mit Fokus auf die Insel Manhattan. In New York City gibt es nach Angaben der Stadt New York 2.027 Brücken, allein im Central Park ca. 60 kleinere Brücken.
Der Begriff New Yorker Hafen ist dabei vor allem eine grobe geographische Beschreibung des Gebiets an der Grenze der beiden Bundesstaaten New York und New Jersey, denn auch die so genannten Anlagen der gemeinsamen Hafenbehörde der beiden US-Nachbarstaaten, der Port Authority of New York and New Jersey (PANYNJ), umfassen bei weitem nicht alle den Hafenraum betreffenden Anlagen und zu regelnden Fragen des Straßen- und Eisenbahnverkehrs nach und von New York.
Die längste Brücke ist die südlich gelegene Verrazzano-Narrows Brücke zwischen Staten Island und Brooklyn über die Zufahrt zum Atlantik hinweg.
- Die Brücken über den East River nach Manhattan an seinem Nordostufer sind von Nord nach Süd die: Throgs Neck Bridge, Bronx-Whitestone Bridge, die Eisenbahnbrücke von der Randalls Wards bzw. Park Ave, Third Ave Bridge, Willis Ave Bridge, Triborough Bridge, Queensboro Bridge, Williamsburg Bridge, Manhattan Bridge und die Brooklyn Bridge.
- Am Westufer gibt es über den Hudson ganz im Norden die Bear Mountain Bridge, es folgen die Governor Mario M. Cuomo Bridge (traditionell Tappan Zee Bridge mit der I-87/I-287 — New York State Thruway, auch Dewey Thruway) und direkt nördlich vom Zentrum die George Washington Bridge.

Außer diesen Hauptbrücken von/nach Manhattan gibt es in ganz New York neben vielen normalen auch 25 bewegliche Brücken: zwei Einziehbrücken, sieben Schwenkbrücken, vier Hebebrücken und zwölf Zugbrücken. Da es bei Brücken und Tunneln immer um die Verbindung von zwei Gebieten geht, ist es sinnvoll, sich nicht nur auf das New Yorker Stadtgebiet zu beschränken, sondern auch die verschiedenen Partner, meistens also Gebietskörperschaften, zu betrachten, die am Bau beteiligt waren.

## Brücken

### East-River-Brücken

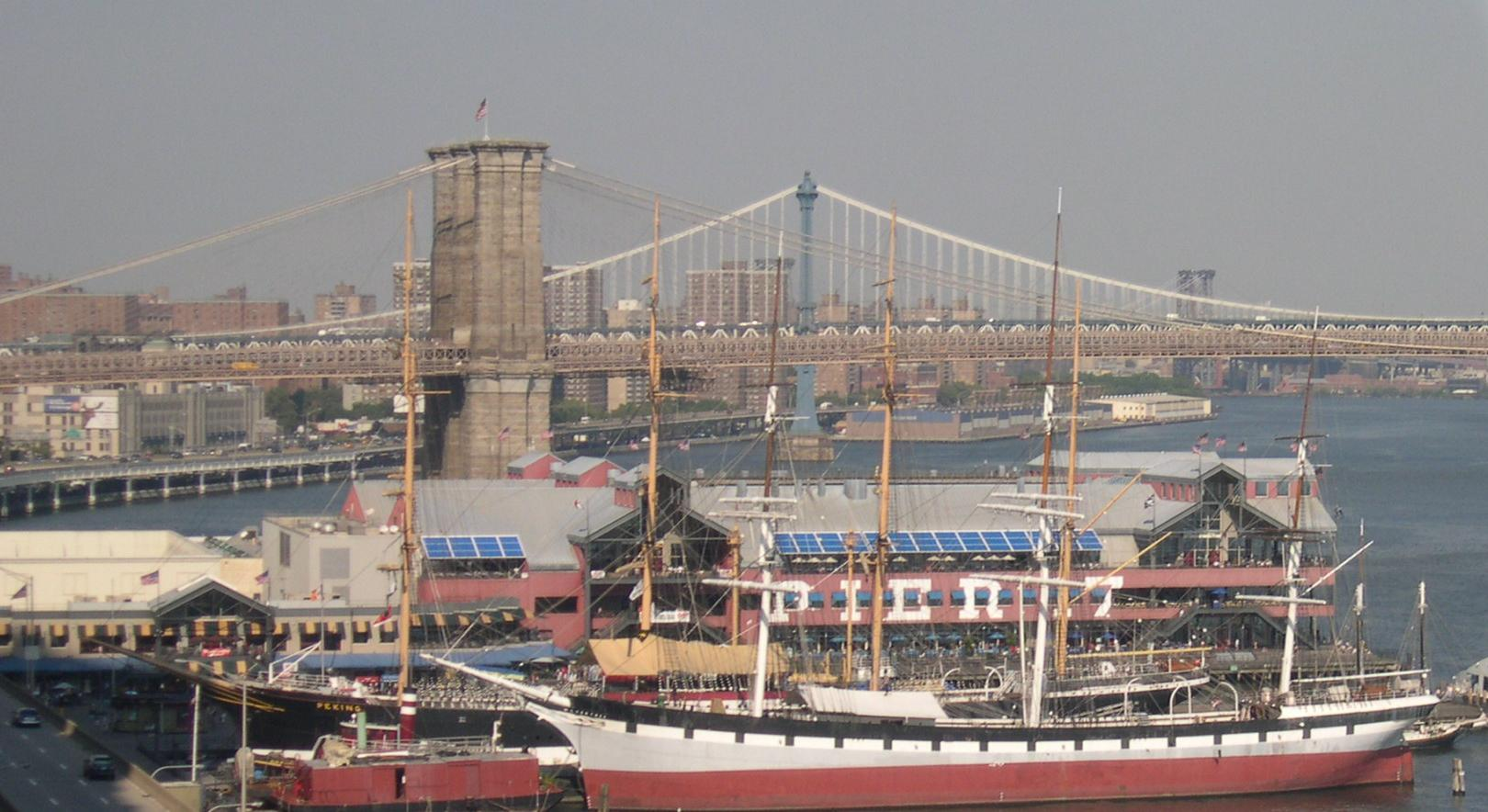
Brooklyn- und Manhattan Bridge

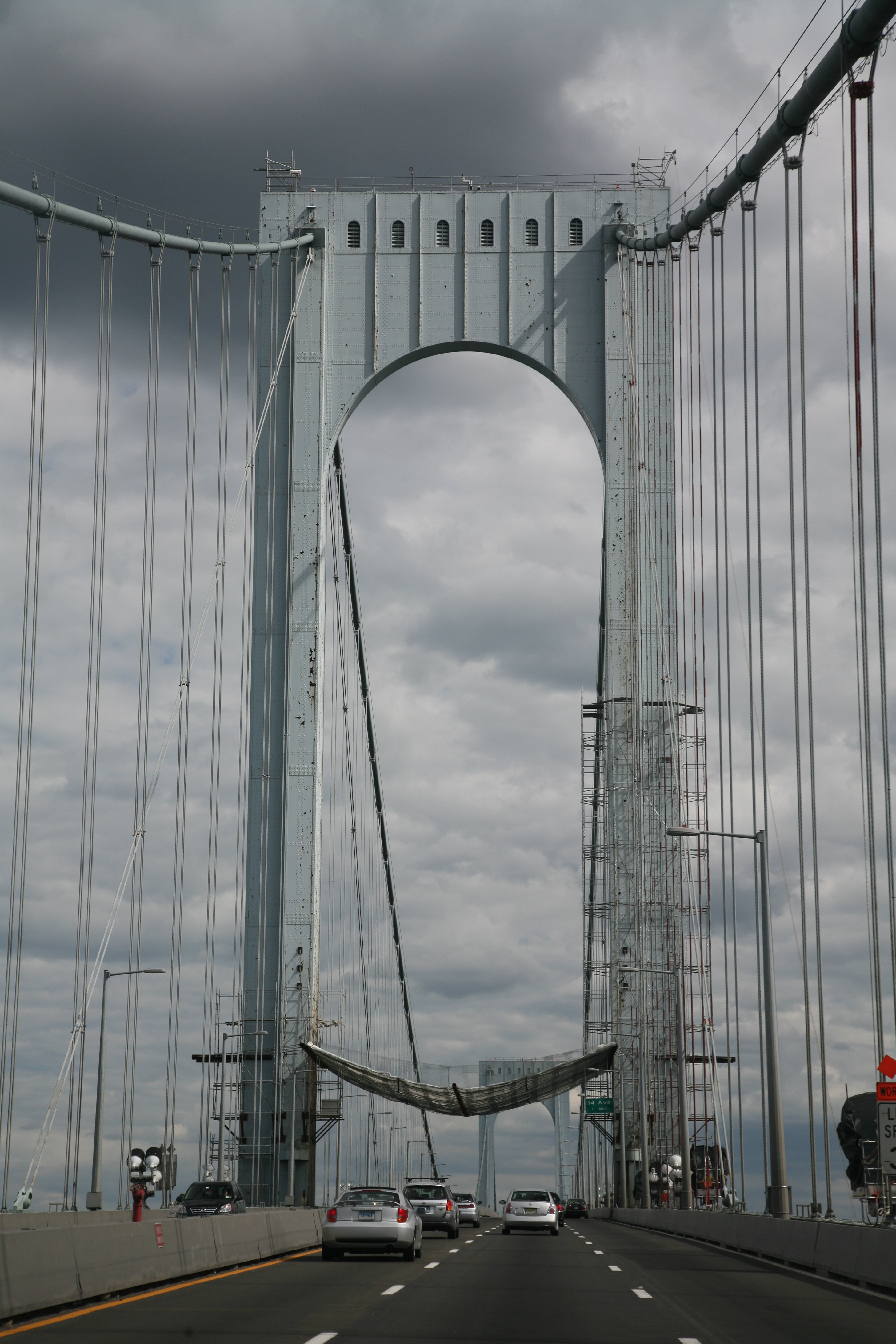
Whitestone-Bridge Richtung Bronx

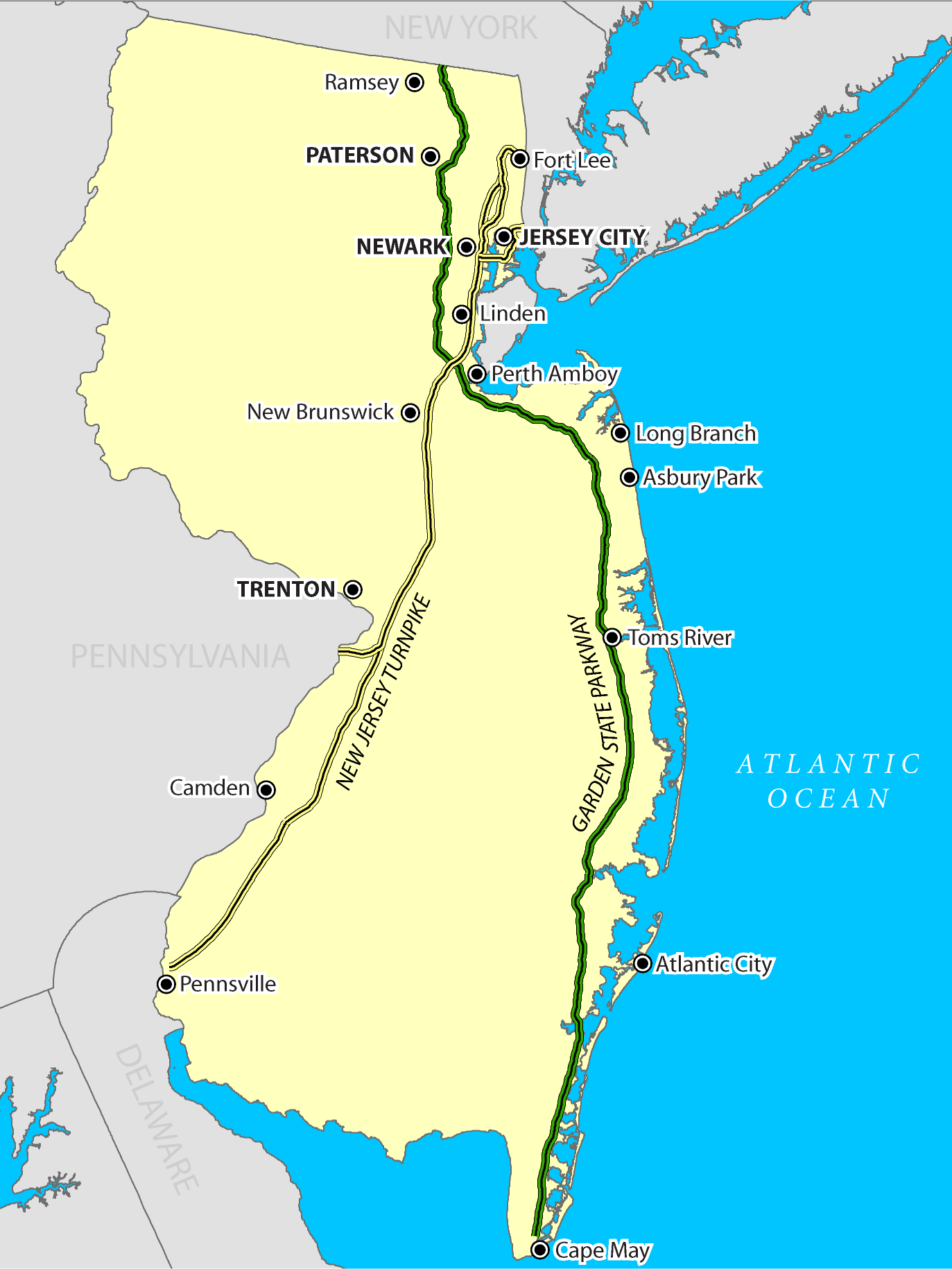
Anbindung an die I-95 und die Garden State Parkway (grün, mautpflichtig)

(Reihenfolge flussaufwärts)
| Name                    | Fertigstellung | Länge     | Anmerkungen | Bild |
| ----------------------- | -------------- | --------- | --- | ---- |
| Brooklyn Bridge         | 1883           | 1825,00 m | Älteste Hängebrücke |      |
| Manhattan Bridge        | 1909           | 2089,00 m | 7 Fahrbahnen und 4 Gleise, Fußgänger- und Fahrradspuren (IND Sixth Avenue Line, BMT Broadway Line)                     |      |
| Williamsburg Bridge     | 1903           | 2227,48 m | Kombinierte Straßen- und Eisenbahnbrücke (verbindet BMT Nassau Street Line mit BMT Jamaica Line)                       |      |
| Queensboro Bridge       | 1909           | 1135,00 m | Auch als 59 Street Bridge (Brücke der 59. Straße) bekannt                                                              |      |
| Roosevelt Island Bridge | 1955           | 876,91 m  | Nur über den East Channel. Hubbrücke (30 m) die hintere Brücke im Bild                                                 |      |
| Triborough Bridge       | 1936           | 1569,72 m | für die Interstate 278                                                                                                 |      |
| Hell Gate Bridge        | 1916           | 310,00 m  | Eisenbahnbrücke (mit weiteren Segmenten 5181,60 m gesamte Auf- und Abfahrtsbauwerke) die hintere (rote) Brücke im Bild |      |
| Francis-Buono-Brücke    | 1966           | 1280,16 m | Verbindet Rikers Island mit Queens, deswegen auch Rikers Island Bridge                                                 |      |
| Bronx-Whitestone Bridge | 1939           | 1149,10 m | Interstate 678 |      |
| Throgs Neck Bridge      | 1961           | 886,97 m  | Interstate 295 |      |

### Harlem-River-Brücken
Der Harlem River ist ein 13 Kilometer langer und etwa 120 Meter breiter Meeresarm mit Tidenhub zwischen Hudson River und East River. Er setzt sich zusammen aus dem eigentlichen Harlem River im Osten und dem Harlem River Ship Canal sowie dem Spuyten Duyvil Creek im Norden. Insgesamt wird er von 15 Brücken überspannt. Sie verbinden East Harlem mit Wards Island und Randalls Island sowie die Insel Manhattan mit dem amerikanischen Festland in der Bronx und Marble Hill.
| Name                                                                                      | Fertigstellung | Länge | Anmerkungen                                                                        | Bild                    |
| ----------------------------------------------------------------------------------------- | -------------- | ----- | ---------------------------------------------------------------------------------- | ----------------------- |
| Wards Island Bridge                                                                       | 1951           | 286 m | Nur Fußgänger für den Schiffsverkehr geöffnet im Hintergrund die Hell Gate Bridge  |                         |
| Robert F. Kennedy Lift Bridge (früher: Harlem Lift Bridge, als Teil der Triborogh Bridge) | 1936           | 230 m | Harlem Lift Bridge als separater Teil der Robert F. Kennedy Memorial Bridge        |                         |
| Willis Avenue Bridge                                                                      | (1901) 2010    | 979 m | Die alte Willis Avenue Bridge von 1901 wurde 2010 ersetzt.                         | 1901 Brücke 2010 Brücke |
| Third Avenue Bridge                                                                       | (1898) 2004    | 853 m | Die alte Third Avenue Bridge von 1898 wurde 2004 ersetzt.                          |                         |
| Park Avenue Bridge                                                                        | 1956           | 100 m | Eisenbahnbrücke der Metro-North Railroad                                           |                         |
| Madison Avenue Bridge                                                                     | 1910           | 577 m |                                                                                    |                         |
| 145th Street Bridge                                                                       | (1905) 2006    | 489 m | Die alte 145th Street Bridge von 1905 wurde 2006 ersetzt.                          |                         |
| Macombs Dam Bridge                                                                        | 1895           | 774 m |                                                                                    |                         |
| High Bridge                                                                               | 1848           | 440 m | Früher: Aqueduct Bridge (siehe auch: Croton Aqueduct); nur Fußgänger und Radfahrer |                         |
| Alexander Hamilton Bridge                                                                 | 1963           | 724 m | Interstate 95 U.S. Route 1                                                         |                         |
| Washington Bridge                                                                         | 1888           | 724 m |                                                                                    |                         |
| University Heights Bridge                                                                 | 1908           | 477   |                                                                                    |                         |
| Broadway Bridge                                                                           | 1962           | 170 m | Auch Harlem Ship Canal Bridge; US 9 IRT Broadway – Seventh Avenue Line (U-Bahnen)  |                         |
| Henry Hudson Bridge                                                                       | 1936           | 673 m | NY 9A Henry Hudson Parkway                                                         |                         |
| Spuyten Duyvil Bridge                                                                     | 1900           | 190 m | Eisenbahndrehbrücke, Amtrak Empire Connection                                      |                         |

### Hudson-Brücken

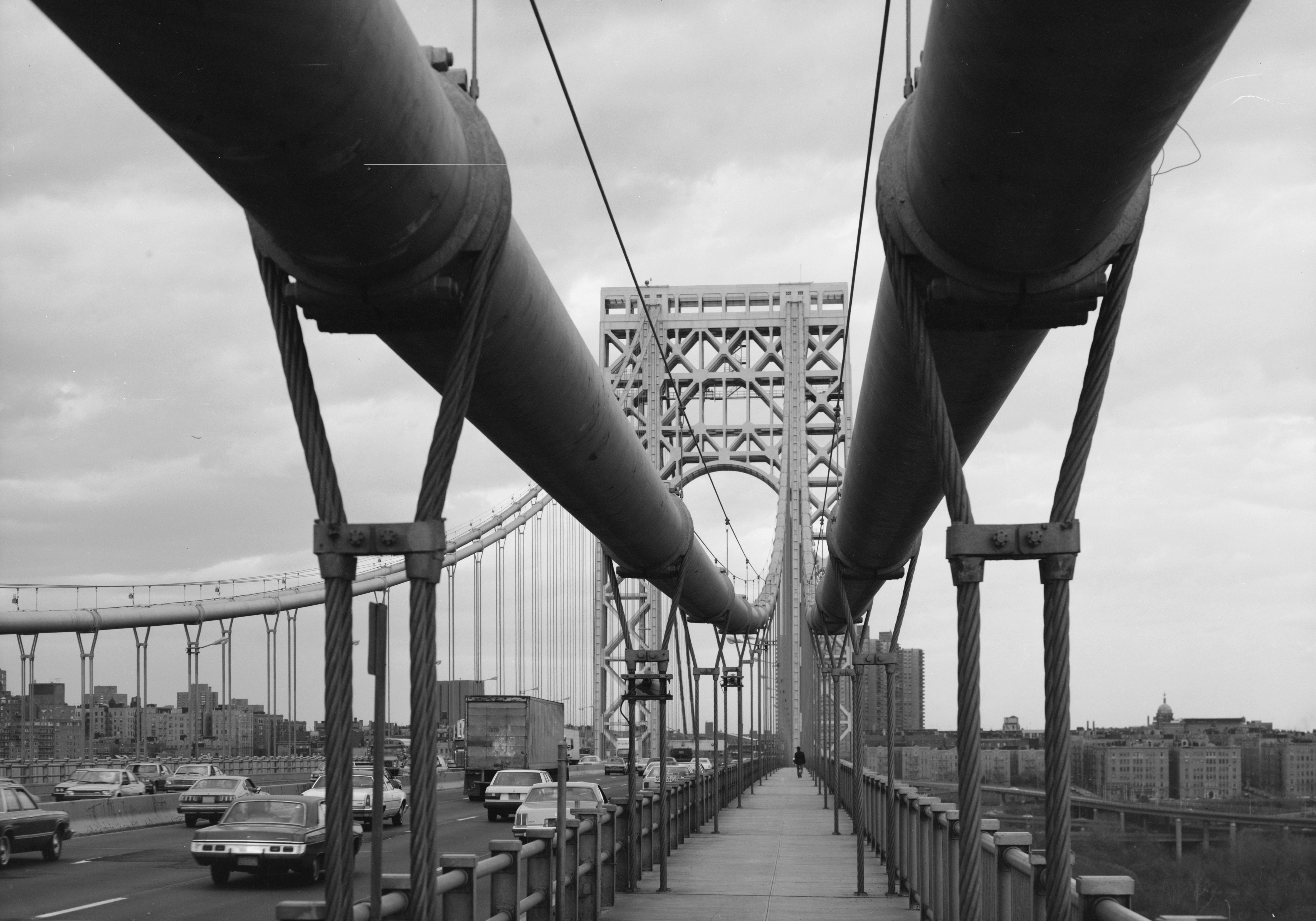
George Washington Bridge zwischen New York City und Jersey City. Ein Foto aus dem Historic American Engineering Record (circa 1985).

| Name                                                    | Fertigstellung | Länge  | Anmerkungen | Bild |
| ------------------------------------------------------- | -------------- | ------ | --- | ---- |
| Oberhalb von Manhattan                                  |                |        | |      |
| Bear Mountain Bridge                                    | 1924           | 687 m  | |      |
| Tappan Zee Bridge                                       | 2017           | 4989 m | (im Verlauf des Dewey Thruway) ersetzt die alte Tappan Zee Bridge von 1955 |      |
| Auf der Höhe von Manhattan                              |                |        | |      |
| George Washington-Brücke                                | 1931           | 1451 m | Wird täglich von 320,000 Fahrzeugen genutzt. Ursprünglich mit nur einer Fahrbahnebene erbaut; 1962 wurde eine zweite Ebene darunter gehängt. Je 4 Spuren pro Richtung auf der oberen, 3 Spuren pro Richtung auf der unteren Ebene. Dazu Fußgänger-/Radfahrweg auf der Nordseite der oberen Ebene; ab 2027 soll Fußgänger- auf der Süd- und Radweg auf der Nordseite sein. |      |
| Unterhalb von Manhattan                                 |                |        | |      |
| Verrazzano-Narrows Brücke über die Meerenge The Narrows | 1964           | 2270 m | verbindet Staten Island mit Brooklyn |      |

### Newtown-Creek-Brücken
Der Newtown Creek ist ein Ästuar, das in den East River mündet und einen Teil der Grenze zwischen den Stadtbezirken Brooklyn und Queens bildet. Der Newtown Creek verzweigt sich in kleinere Zuflüsse.
| Name                       | Fertigstellung | Länge | Anmerkungen                                                                                           | Bild |
| -------------------------- | -------------- | ----- | --- | ---- |
| Pulaski Bridge             | 1954           |       | Nachfolgerin der ehemals einen Häuserblock weiter westlich gelegenen Vernon Avenue Bridge (1905–1954) |      |
| Greenpoint Avenue Bridge   | 1987           |       | Ersetzte ältere Brücken aus dem 19. Jahrhundert                                                       |      |
| Kosciuszko-Brücke          | 2019           |       | Im Verlauf der I-278 (Brooklyn-Queens Expressway)                                                     |      |
| Grand Street Bridge        | 1903           |       | über den East Branch                                                                                  |      |
| Metropolitan Avenue Bridge | 1933           |       | über den English Kills                                                                                |      |

Die alte Kosciuszko-Brücke aus dem Jahr 1939 wurde im Oktober 2017 für den Abriss gesprengt. Ihr Vorläufer war die Meeker Avenue Bridge, eine Drehbrücke. Die neue Kosciuszko-Brücke wurde 2019 eröffnet.

### New Jersey
Am Westufer des Hudson liegt die

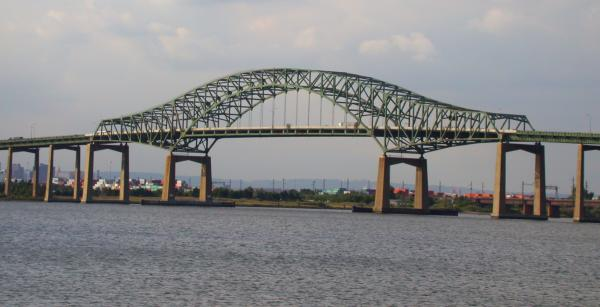
Blick von Bayonne nach Newark

- Vincent R. Casciano Memorial Bridge (von 1956; früher nur kurz Newark Bay Bridge). Sie verbindet vierspurig Newark und Bayonne. Das Hauptfeld mit der größten Spannweite misst 390 Meter.

### Staten Island–New Jersey
Von und nach New Jersey führen
- die Goethals Bridge,
- die Bayonne Bridge und
- das Outerbridge Crossing.

## Tunnel

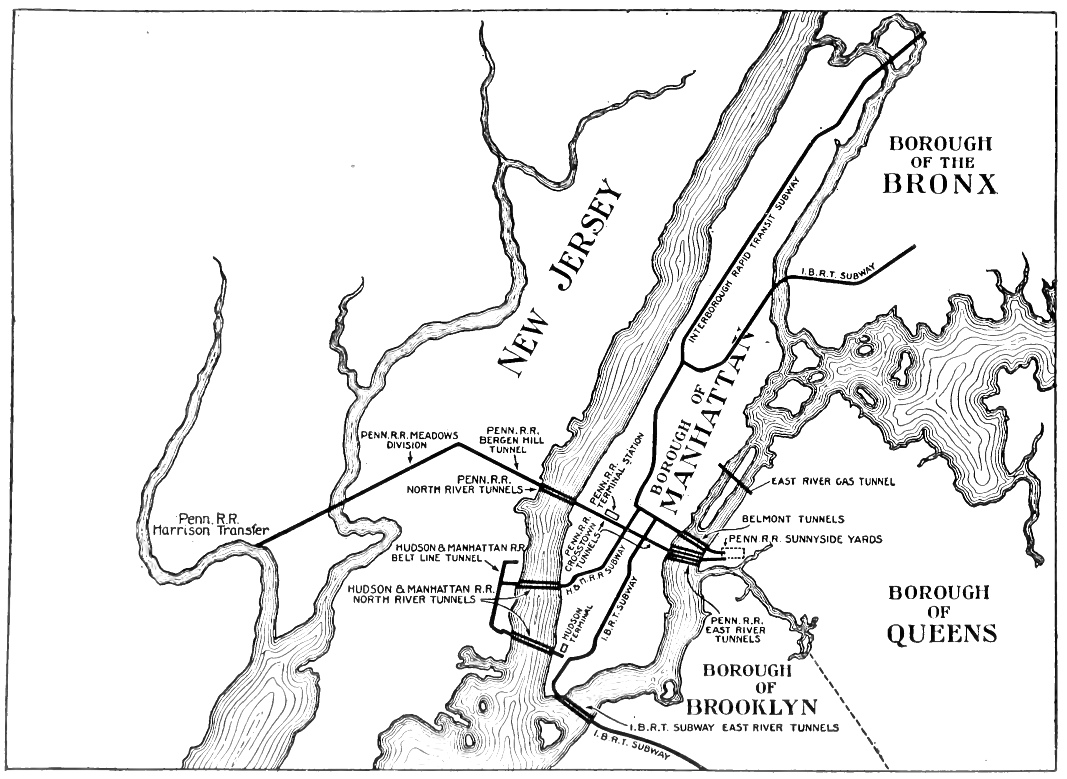
Eisenbahn- und U-Bahn-Tunnel unter den Flüssen und Meeresarmen von New York im Jahre 1912

Flussaufwärts aufgeführt:

### Unter dem East River
- Brooklyn-Battery Tunnel – Interstate 478 (I-478)
- Joralemon Street Tunnel – IRT Lexington Avenue Line
- Montague Street Tunnel – BMT Broadway Line
- Clark Street Tunnel – IRT Broadway – Seventh Avenue Line
- Cranberry Street Tunnel – IND Eighth Avenue Line , Länge 2587 m (8487 ft)[4]
- Rutgers Street Tunnel – IND Sixth Avenue Line , Länge 1670 m (5479 ft)[4]
- 14th Street Tunnel – BMT Canarsie Line
- East River Tunnels der Pennsylvania Tunnel and Terminal Railroad zur Penn Station – (Amtrak und Long Island Rail Road)
- Queens-Midtown Tunnel – Interstate 495 (I-495)
- Steinway Tunnel – IRT Flushing Line
- 53rd Street Tunnel – IND Queens Boulevard Line , Länge 1704 m (5589 ft)[4]
- 60th Street Tunnel – BMT Broadway Line
- 63rd Street Tunnel
  - IND 63rd Street Line  (obere Ebene)
  - East Side Access der Long Island Rail Road (untere Ebene), Verbindung nach Grand Central Madison seit 2023
- East River Gas Tunnel, erster Unterwassertunnel im Raum New York City

### Unter dem Harlem River
- Lexington Avenue Tunnel – IRT Lexington Avenue Line  (vier Gleise)[5]
- 149th Street Tunnel – IRT White Plains Road Line
- Concourse Tunnel – IND Concourse Line , Länge 1645 m (5397 ft)[4]
- M29 Transmission Line, Elektrizitäts-Tunnel für 345 kV-Übertragungsleitung Yonkers–Inwood (Consolidated Edison)[6]

### Unter dem Hudson River
- Downtown Hudson Tubes (Montgomery-Cortlandt Tunnels) – (PATH)
- Holland Tunnel – (I-78; PA)
- Uptown Hudson Tubes (Hoboken-Morton Tunnels) – (PATH)
- Gateway Program (Bau geplant für 2020er Jahre, vorherige Planung Access to the Region’s Core wurde nicht verwirklicht)
- North River Tunnels (westliche Zufahrt zur Pennsylvania Station), errichtet von der Pennsylvania Railroad, benutzt von Amtrak und New Jersey Transit
- Lincoln Tunnel – (Route 495 (NJ 495) / Interstate 495 (I-495); PA)

(PA) = diese Tunnel werden von der Port Authority betrieben.

### Unter dem Newtown Creek
- Greenpoint Tubes – IND Crosstown Line , Länge 1460 m (4790 ft)[4]

## Verwaltung
Die Triborough Bridge and Tunnel Authority (MTA Bridges and Tunnels) betreibt sieben Brücken:
- Robert F. Kennedy Memorial Bridge (früher Triborough Bridge)
- Bronx-Whitestone Bridge (Bronx mit Queens)
- Verrazzano-Narrows Bridge (Brooklyn mit Staten Island)
- Throgs Neck Bridge (Bronx mit Queens)
- Henry Hudson Bridge (Manhattan mit der Bronx)
- Marine Parkway-Gil Hodges Memorial Bridge (Brooklyn über die Jamaica Bay mit der Rockaway Peninsula, Queens)
- Cross Bay Veterans Memorial Bridge (Broad Channel, Queens ebenfalls über die Jamaica Bay mit der Rockaway Peninsula)

Die Triborough Bridge and Tunnel Authority betreibt auch zwei Tunnel:
- Brooklyn–Battery Tunnel (Brooklyn mit Manhattan)
- Queens–Midtown Tunnel (Queens mit Manhattan)

Von dem New York City Department of Transportation werden unter anderem die Brooklyn Bridge, die Manhattan Bridge, die Williamsburg Bridge und die Queensboro Bridge verwaltet. Hinzu kommen 25 Hebebrücken wie zum Beispiel die Broadway Bridge und fünf Tunnels.

## Nutzungszahlen
Für die Raumordnung und Verkehrsplanung erfasst der New York Metropolitan Transportation Council Zahlen über die Nutzung der Brücken und Tunnel in den als „Manhattan Central Business District“ definierten Bereich. Die Aufstellung eines Metropolitan Transportation Council ist gemäß amerikanischem Bundesrecht in Ballungsräumen über 50.000 Einwohnern notwendig, um die Verwendung von Bundesmitteln für den Verkehr über die Grenzen der örtlichen Gebietskörperschaften hinweg zu planen.
Der „Manhattan Central Business District“ oder „The Hub“ umfasst Lower Manhattan und Midtown Manhattan südlich der 60. Straße, also einer gedachten Linie entlang des Südrands des Central Park. Im Jahr 2019 gab es in diesem Bereich knapp 2 Millionen Arbeitsplätze:11 und knapp 3,9 Millionen Personen, die in ihn an einem typischen Herbsttag einpendelten:10.